# Kozojedy (Rakovník)
Kozojedy é uma comuna checa localizada na região da Boêmia Central, distrito de Rakovník.